# Amata inconstans
Amata inconstans är en fjärilsart som beskrevs av M.Gaede 1926. Amata inconstans ingår i släktet Amata och familjen björnspinnare. Inga underarter finns listade i Catalogue of Life.